# クープ・デュ・モンド・ドゥ・ラ・パティスリー
クープ・デュ・モンド・ドゥ・ラ・パティスリー(全国大会)（フランス語：La Coupe du Monde de la Pâtisserie、世界パティスリーまたはパティスリー世界大会）とは、パティシエがパティスリー（洋菓子の製菓）の技術を競う国際大会のひとつ。

## 国際外食産業見本市
2年に1度、フランスのリヨンで開催されるイベント。食に関係する業界（レストラン・製菓・製パン・器具）の業者や従事する人間が一堂に集まる展示会。
さまざまな製造器具のデモンストレーションなどが行われ、製造業務に従事するパティシエやシェフなどの注目を集める。

### 世界大会
国際外食産業見本市では、様々な世界大会が開催され賑わいをみせる。
クープ・デュ・モンド・ドゥ・ラ・パティスリー
本記事で説明。
ボキューズ・ドール国際料理コンクール
ポール・ボキューズによって設立されたフランス料理コンクール
モンディアル・デュ・パン
若手パン職人を対象にパン製作に関する技術を競う。見た目や味ばかりではなく、栄養面からも評価される。
インターナショナル・カゼウス・アワード
チーズに関する知識と技能を競う。

## クープ・デュ・モンド・ドゥ・ラ・パティスリー
パティシエの世界大会として知られるこのイベントは歴史が深く、第1回開催が1989年であり、2017年で第15回目。日本の製菓業界の人間でこのクープ・デュ・モンドで初優勝を獲得したのは1991年の第2回大会（メンバーは杉野英実、安藤明、林雅彦）。洋菓子はその名の通り、国外発祥の菓子であり和菓子とは製造過程が全く異なるが、日本人の洋菓子に関する技術力の集大成を見せる場として毎大会、日本の応援団に支えられながら日々の努力を披露する。
各国の代表選手3名が、氷細工・チョコレート細工・アメ細工の三部門を10時間という制限時間内チームで競い合い、総合得点で優勝を目指す。

### 氷彫刻
アントルメグラッセと氷の彫刻の技術を競い合う。グラスとはフランス語で氷の意味で、アントルメグラッセは冷やした菓子（特にアイス）を指す。
2021年大会以降、氷彫刻は廃止され、チョコレートブロックを彫刻している。

### チョコレート
チョコレート細工と彫刻、チョコレートを使ったアシエット・デセール（皿盛りデザート）をつくる。パティシエにとってチョコレートは扱いが難しい材料の一つで、テンパリング（温度管理）・見た目・甘さなどの味覚・食感など注意を払う箇所が多々ある。また、各国特有の食材をひとつ用いることとなっている。2021年大会以降は、アシエット・デセールは、レストラン・デザートに名称が変更され、より繊細でサービスを含めた技術が求められている。

### アメ
飴細工とアントルメショコラ（チョコレートケーキ）で競い合う。2021年大会以降、アントルメショコラは、チョコレートの味わいをメインとしたとしたシェア・デザートという名称に変更されている。

## 優勝チーム
- 1989年 フランス
- 1991年 日本
- 1993年 フランス
- 1995年 ベルギー
- 1997年 イタリア
- 1999年 フランス
- 2001年 アメリカ合衆国
- 2003年 フランス
- 2005年 フランス
- 2007年 日本
- 2009年 フランス
- 2011年 スペイン
- 2013年 フランス
- 2015年 イタリア
- 2017年 フランス
- 2019年 マレーシア
- 2021年 イタリア
- 2023年 日本
- 2025年 日本

## 日本チーム歴代選手と順位
| 出場年 | 順位  | メンバー                                     |
| ------ | ----- | -------------------------------------------- |
| 1989年 | －    | 加藤信、望月完次朗、小林春夫                 |
| 1991年 | 優勝  | 杉野英実、安藤明、林雅彦                     |
| 1993年 | －    | 稲村省三、横田秀夫、大野龍男                 |
| 1995年 | 第2位 | 柳正司、及川太平、後藤順一                   |
| 1997年 | 第3位 | 辻口博啓、花口庄太郎、及川太平               |
| 1999年 | 第4位 | 堀江新、山本光二、五十嵐宏                   |
| 2001年 | 第2位 | 五十嵐宏、朝田晋平、福田雅之                 |
| 2003年 | 第2位 | 寺井則彦、松島義典、野島茂                   |
| 2005年 | 第4位 | 金子浩、栗本佳夫、櫻智行                     |
| 2007年 | 優勝  | 藤本智美、市川幸雄、長田和也                 |
| 2009年 | 第4位 | 若林繁、林正明、山本健                       |
| 2011年 | 第4位 | 中山和大、鍋田幸宏、垣本晃宏                 |
| 2013年 | 第2位 | 赤崎哲朗、冨田大介、森山康                   |
| 2015年 | 第2位 | 中山和大、德永純司、杉田晋一                 |
| 2017年 | 第2位 | 駒居崇宏、植﨑義明、山本隆夫                 |
| 2019年 | 第2位 | 伊藤文明、西山未来、小熊亮平                 |
| 2021年 | 第2位 | 塚田悠也、原田誠也、赤羽目健悟               |
| 2023年 | 優勝  | 駒居崇宏（団長）、鈴鹿成年、高橋萌、柴田勇作 |
| 2025年 | 優勝  | 冨田大介（団長）、的場勇志、籏雅典、宮崎龍   |